# Klasa okręgowa (grupa zielonogórska)
Klasa okręgowa, grupa zielonogórska – jedna z 2 grup klasy okręgowej na terenie województwa lubuskiego, która jest rozgrywkami szóstego poziomu ligowego piłki nożnej mężczyzn w Polsce, stanowiąca pośredni szczebel rozgrywkowy między IV ligą a klasą A. 
Zmagania w jej ramach toczą się cyklicznie systemem kołowym. Zwycięzcy grupy uzyskują awans do IV ligi, gr. lubuskiej zaś najsłabsze zespoły relegowane są do poszczególnych grup klasy A. Organizatorem rozgrywek jest Lubuski Związek Piłki Nożnej (Lubuski ZPN).

## Zwycięzcy i drużyny awansujące
| Sezon     | Zwycięzca grupy                    | Pozostałe drużyny awansujące                           | Źródło |
| --------- | ---------------------------------- | ------------------------------------------------------ | ------ |
| 2024/2025 | Zorza Mostki                       | KP Piast Iłowa                                         | [ 1 ]  |
| 2023/2024 | Dozamet Nowa Sól                   | Victoria Szczaniec                                     | [ 2 ]  |
| 2022/2023 | Stal Jasień                        | Sprotavia Szprotawa                                    | [ 3 ]  |
| 2021/2022 | Odra Bytom Odrzański               | Budowlani Lubsko                                       | [ 4 ]  |
| 2020/2021 | Promień Żary                       | Piast Czerwieńsk                                       | [ 5 ]  |
| 2019/2020 | Arka Nowa Sól                      | Odra Nietków                                           | [ 6 ]  |
| 2018/2019 | KP Piast Iłowa                     | Czarni Żagań                                           | [ 7 ]  |
| 2017/2018 | Carina Gubin                       | brak                                                   | [ 8 ]  |
| 2016/2017 | Tęcza Krosno Odrzańskie            | brak                                                   | [ 9 ]  |
| 2015/2016 | TS Przylep                         | Korona Kożuchów                                        | [ 10 ] |
| 2014/2015 | Tęcza Krosno Odrzańskie            | Syrena Zbąszynek                                       | [ 11 ] |
| 2013/2014 | Santos Świebodzin                  | KSF Zielona Góra                                       | [ 12 ] |
| 2012/2013 | Syrena Zbąszynek                   | Budowlani Lubsko                                       | [ 13 ] |
| 2011/2012 | Formacja Port 2000 Mostki          | Piast Czerwieńsk, ŁKS Łęknica                          | [ 14 ] |
| 2010/2011 | Błękitni/Fadom Nowogród Bobrzański | Dąb Przybyszów                                         | [ 15 ] |
| 2009/2010 | ŁKS Łęknica                        | Carina Gubin                                           | [ 16 ] |
| 2008/2009 | Odra Bytom Odrzański               | Sparta Grabik                                          | [ 17 ] |
| 2007/2008 | Vitrosilicon Iłowa                 | Sprotavia Szprotawa, Korona Kożuchów, Piast Czerwieńsk | [ 18 ] |
| 2006/2007 | Błękitni/Fadom Nowogród Bobrzański | brak                                                   | [ 19 ] |
| 2005/2006 | Lechia II Zielona Góra             | Carina Gubin                                           | [ 20 ] |
| 2004/2005 | Budowlani Lubsko                   | Błękitni Toporów                                       | [ 21 ] |
| 2003/2004 | Odra Bytom Odrzański               | Tęcza Krosno Odrzańskie                                | [ 22 ] |
| 2002/2003 | Błękitni/Fadom Nowogród Bobrzański | Czarni Jelenin                                         | [ 23 ] |
| 2001/2002 | Budowlani Lubsko                   | brak                                                   | [ 24 ] |
| 2000/2001 | Tęcza Krosno Odrzańskie            | brak                                                   | [ 25 ] |
| 1999/2000 | Sprotavia Szprotawa                | Unia Kunice                                            | [ 26 ] |